# 井上きみどり
井上 きみどり（いのうえ きみどり）は日本の宮城県仙台市在住の漫画家。関西出身、広島育ち。

## 経歴
主に『YOU』に作品を発表している。
自身の出産・育児のエッセイマンガ「子供なんか大キライ! 」は10年のロングラン連載となる。その後、「悲しい人魚姫」にてシリアスな作風に変更するが、再びギャグエッセイ路線に転換し「小1タイム」「嫁タイム」「オンナの病気をお話ししましょ。」などを発表する。
2011年3月23日、東日本大震災で被災した女性を対象に健康相談に応じるブログ「震災にあった女性の、からだとこころの救急箱」を開設する。

## 作品リスト
- 子供なんか大キライ!
- 小1タイム～子供なんか大キライ! 番外編
- 嫁タイム ～子供なんか大キライ! 番外編
- パンダ母ちゃんのダメダメダイエット
- 奥様エプロン一人旅
- オンナの病気をお話ししましょ。
- 悲しい人魚姫